# Kill Fuck Die
Kill Fuck Die (stiliserat som Kill.Fuck.Die. och förkortat K.F.D.) är den amerikanska hårdrocksgruppen W.A.S.P.:s sjunde studioalbum, utgivet den 29 april 1997. Det producerades av gruppens sångare och frontman, Blackie Lawless. Albumet nådde åttonde plats på Rock & Metal Albums Chart.

## Låtförteckning
Samtliga låtar är skrivna av Blackie Lawless och Chris Holmes.
| Nr  | Titel                                               | Längd |
| --- | --------------------------------------------------- | ----- |
| 1.  | Kill Fuck Die                                       | 4:20  |
| 2.  | Take the Addiction                                  | 3:41  |
| 3.  | My Tortured Eyes                                    | 4:03  |
| 4.  | Killahead                                           | 4:07  |
| 5.  | Kill Your Pretty Face                               | 5:49  |
| 6.  | Fetus                                               | 1:23  |
| 7.  | Little Death                                        | 4:12  |
| 8.  | U                                                   | 5:10  |
| 9.  | Wicked Love                                         | 4:36  |
| 10. | The Horror                                          | 8:26  |
| 11. | Tokyo's on Fire (bonusspår på den japanska utgåvan) | 3:34  |

## Medverkande
- Blackie Lawless – sång, gitarr
- Chris Holmes – sologitarr
- Stet Howland – trummor, sång
- Mike Duda – elbas, sång